# Amphibious Transport Dock

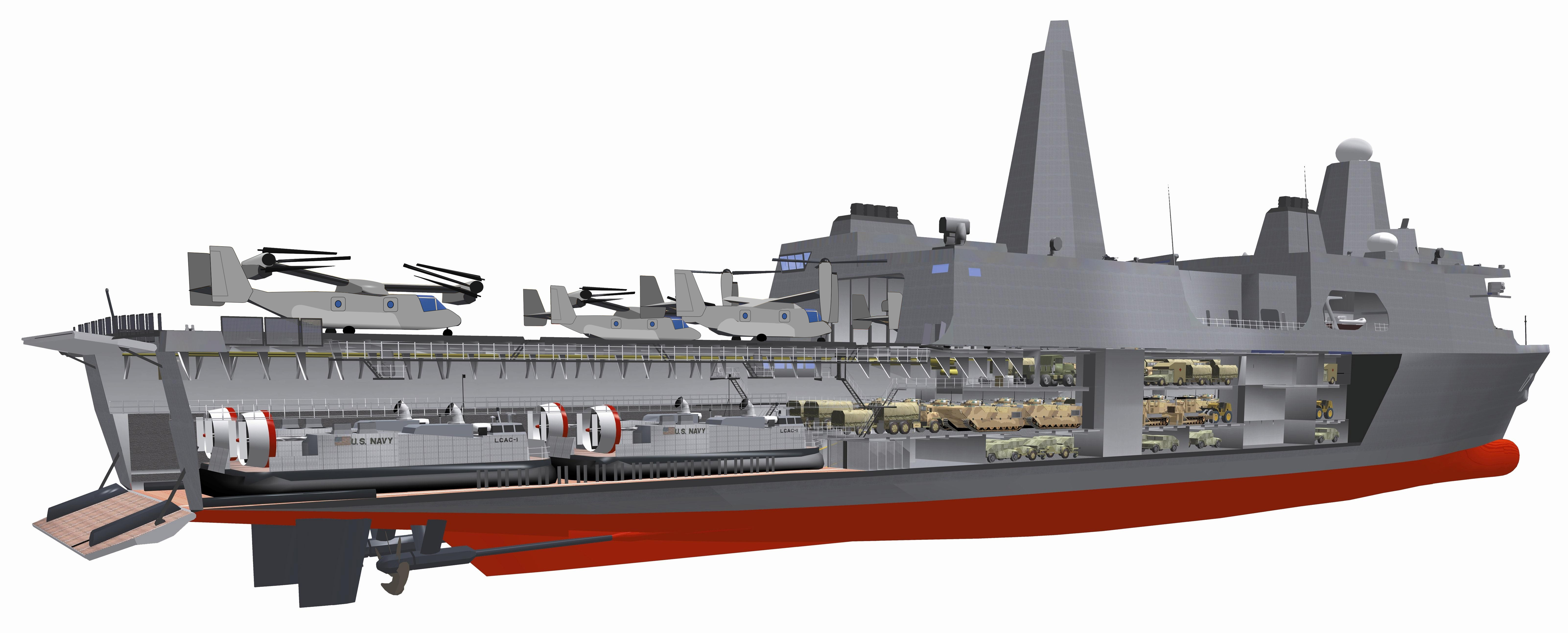
Průřez lodí třídy San Antonio – v doku jsou dvě vznášedla LCAC a na přistávací palubě tři letouny V-22 Osprey

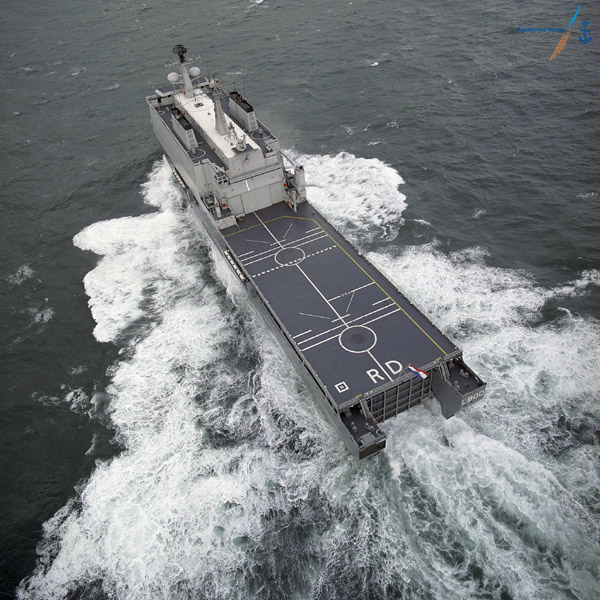
Hr. Ms Rotterdam

Amphibious Transport Dock (americké označení je LPD – Landing Platform Dock) je označením výsadkové lodi nesoucí na palubě bojovou techniku a vojáky, vybavené palubním hangárem a palubou pro provoz vrtulníků či letounů VTOL a zároveň dokem s výsadkovými vznášedly či čluny k jejich vylodění. Nejmodernější americké lodě této kategorie kombinují rychlá výsadková vznášedla LCAC s vrtulníky a letouny s překlopnými rotory V-22 Osprey. Přímo do vody mohou vysazovat obojživelná bojová vozidla Amphibious Assault Vehicle (AAV). Slouží též jako sekundární operační platformy pro letecké operace výsadkových svazů.
Kategorií blízkou lodím LPD jsou výsadkové dokové lodě (americké označení je LSD – Landing Ship Dock). Tato plavidla jsou rovněž vybavena prostorným dokem a palubou pro provoz vrtulníků, nesou více výsadkových plavidel, nákladu a méně vojáků. Naopak u kategorie LPD je upřednostněna letecká složka. Jsou proto vybaveny hangárem. Navíc nesou více vojáků.

## Třídy LPD

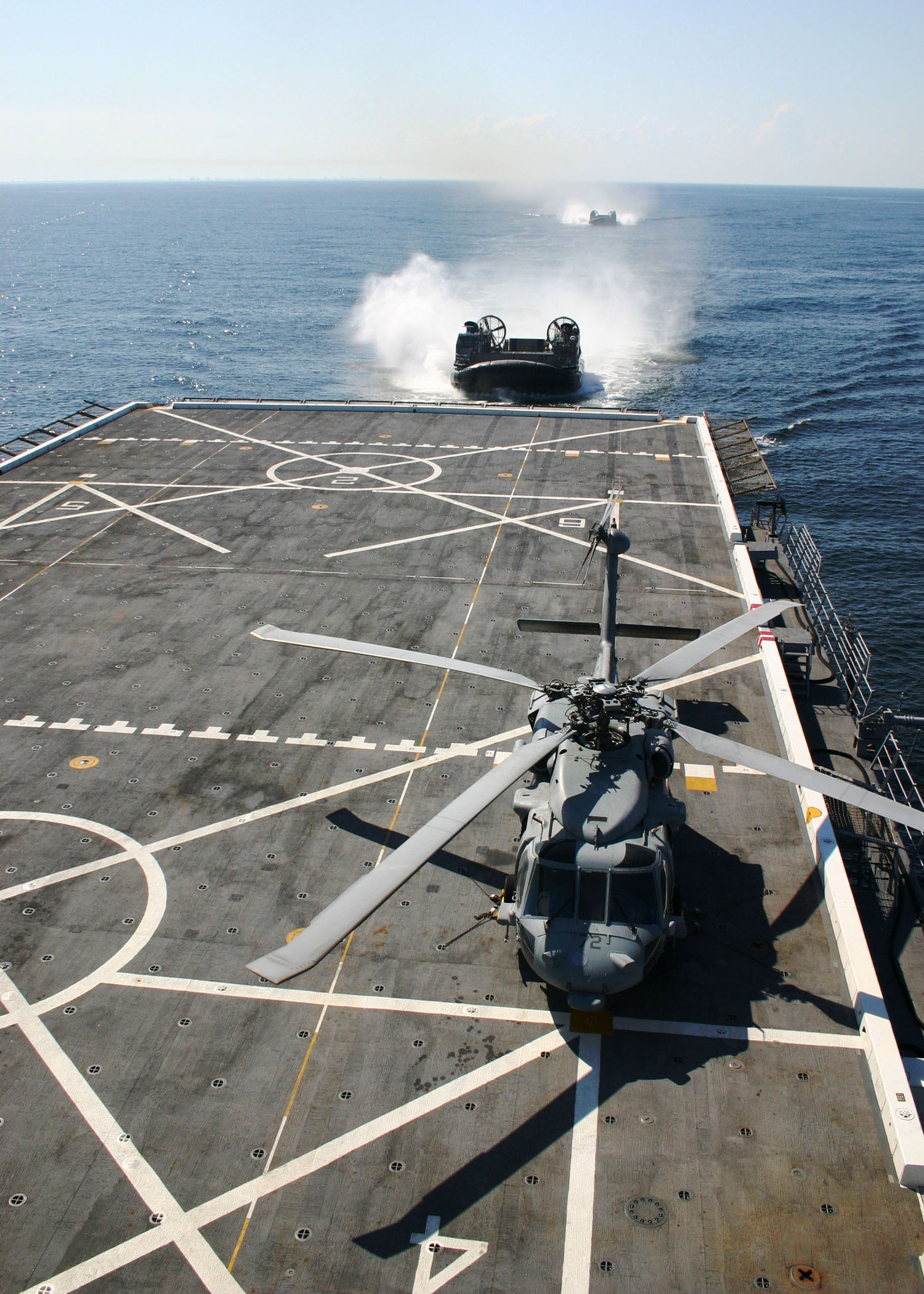
Vznášedla LCAC připlouvají k USS Mesa Verde (LPD-19)

- Čína, Námořnictvo Čínské lidové osvobozenecké armády
  - Výsadková loď typu 071
- Francie, Francouzské námořnictvo
  - Třída Ouragan
  - Třída Foudre
- Indonésie, Indonéské námořnictvo
  - KRI Tanjung Dalpele
  - Třída Makassar
- Nizozemsko, Nizozemské královské námořnictvo
  - Třída Rotterdam
- Singapur, Singapurské námořnictvo
  - Třída Endurance
- Španělsko, Španělské námořnictvo
  - Třída Galicia
- USA, US Navy
  - Třída Raleigh
  - Třída Austin
  - Třída San Antonio
- Spojené království, Royal Navy
  - Třída Fearless
  - Třída Albion